# Giovanni Rasini
Giovanni Rasini (Milano, 3 febbraio 1630 – Vigevano, 18 novembre 1672) è stato un vescovo cattolico italiano.

## Biografia
Giovanni Rasini nacque a Milano da una famiglia della nobiltà locale di rango comitale e intraprese ancora in gioventù la carriera ecclesiastica.
Il 22 giugno 1671 venne preconizzato da papa Clemente X vescovo di Vigevano, ove fece il proprio solenne ingresso il 28 ottobre di quell'anno. Tra le sue prime azioni nella nuova diocesi si ricorda l'istituzione di una prebenda teologale da destinarsi appunto al teologo tra i canonici della cattedrale.
Il suo episcopato fu del resto piuttosto breve in quanto morì a Vigevano il 18 novembre 1672.

## Genealogia episcopale
La genealogia episcopale è:
- Cardinale Guillaume d'Estouteville, O.S.B.Clun.
- Papa Sisto IV
- Papa Giulio II
- Cardinale Raffaele Sansone Riario
- Papa Leone X
- Papa Paolo III
- Cardinale Francesco Pisani
- Cardinale Alfonso Gesualdo
- Papa Clemente VIII
- Cardinale Pietro Aldobrandini
- Cardinale Laudivio Zacchia
- Papa Innocenzo X
- Cardinale Francesco Peretti di Montalto
- Cardinale Federico Borromeo
- Vescovo Giovanni Rasini